# Валя-Опрій
Валя-Опрій (рум. Valea Oprii) — село у повіті Прахова в Румунії. Входить до складу комуни Корну.
Село розташоване на відстані 86 км на північ від Бухареста, 35 км на північний захід від Плоєшті, 55 км на південь від Брашова.